# شویرچک (استان اشوی‌داشکسیه)
شویرچک (به لهستانی: Świerczek) یک منطقهٔ مسکونی در لهستان است که در گمینا سکارژسکو کوشچیلنه واقع شده‌است. شویرچک ۳۶۰ نفر جمعیت دارد.